# お熊甲祭
お熊甲祭（おくまかぶとまつり）は、石川県七尾市中島町宮前に鎮座する久麻加夫都阿良加志比古神社（くまかぶとあらかしひこじんじゃ）の例祭。毎年9月20日に行われることから「二十日祭（はつかまつり・はつかさい）」ともいう。青柏祭、能登島向田の火祭、石崎奉燈祭とともに七尾四大祭の一つとなっている。
長大な枠旗を舁くという極めて珍しい特色などから、「熊甲二十日祭の枠旗行事」として国の重要無形民俗文化財に指定（1981年）されている。

## 概要
久麻加夫都阿良加志比古神社は、中島町内にある熊木、中島、西岸、豊川の4集落の各所に鎮座する末社19社の総本社である。お熊甲祭では、例祭の日に19の末社の神輿が、高さ20メートルにもなる深紅の羅紗製大枠旗を従えて本社に大集合する。早朝から猿田彦を先導に列をなし、昼頃までに全末社が本社に繰り込む。次いで祭典に移り、鉦、太鼓の音が響く中を、あでやかな衣裳を身に着けた猿田彦が境内を乱舞する。午後からは枠旗、鉦、太鼓の行列を従えた本社の神輿を先頭にして加茂原の御旅所に入り、枠旗を地上すれすれまで傾ける妙技「島田くずし」を披露するなど、各社競い合って練り回り、修祓の儀をもって祭りの幕を閉じる。

## げんぞ参り
能登の各地には、氏子入りした新嫁が氏神に宮参りをする「げんぞまいり」と呼ばれる風習が伝えられている。お熊甲祭においては、祭りの裏側でひそやかに新嫁の初参りと社会的承認が行われた。すなわち、次の祭までの一年間に氏子外から嫁に来た新嫁は、祭りの当日に島田髷を結って盛装し、母親を同伴して久麻加夫都阿良加志比古神社に参詣する。このとき、祭の人足に出た新郎（婿）の弁当を必ず重箱に詰めて持参し、周囲の人達にもこれを振る舞う。帰宅の際には予め注文しておいた饅頭を空になった重箱に詰めて持ち帰り、親戚や隣近所に贈ったという。